# 浜田町 (静岡市)
浜田町（はまだちょう）は、静岡市清水区の地名。丁番を持たない単独町名である。住居表示は実施済み。

## 地理
北で新富町、東で千歳町、南で上清水町、西で入江岡町に隣接する。
清水区の中心部に位置する住宅街で、町の北部を東西に静岡県道407号静岡草薙清水線が縦断する。町内には静岡市立清水浜田小学校がある。

## 歴史

### 地名の由来
明治時代まで、入江一丁目～入江岡～北矢部と続く標高7～9ｍの浜堤の東側に、南北に帯状の田が広がっており、ここが通称「浜田」と呼ばれていた。

### 沿革
- 1889年（明治22年）4月1日 - 町村制の施行により、入江町、元追分村、上清水村が合併して有渡郡入江町が発足。
- 1896年（明治29年）4月1日 - 郡制の施行により所属郡が安倍郡に変更。
- 1908年（明治41年）12月9日 - 入江町駅（現・入江岡駅）開業。
- 1924年（大正13年）2月11日 - 入江町が清水町、不二見村、三保村が合併して清水市が発足。
- 1954年（昭和29年） - 清水浜田小学校が開校。
- 1975年（昭和50年）11月1日 - 入江と上清水の各一部より浜田町が新設され、住居表示化。
- 2003年（平成15年）4月1日 - 清水市が静岡市と合併し、改めて静岡市が発足。浜田町は「清水浜田町」に改称。
- 2005年（平成17年）4月1日 - 静岡市が政令指定都市に移行し、旧町域は清水区となる。清水浜田町は「浜田町」に改称。

## 世帯数と人口
2021年（令和3年）9月30日現在の世帯数と人口は以下の通りである。
| 大字   | 世帯数  | 人口  |
| ------ | ------- | ----- |
| 浜田町 | 276世帯 | 537人 |

## 小・中学校の学区
市立小・中学校に通う場合、学区は以下の通りとなる。
| 番・番地等 | 小学校                 | 中学校                 |
| ---------- | ---------------------- | ---------------------- |
| 全域       | 静岡市立清水浜田小学校 | 静岡市立清水第二中学校 |

## 交通

### 鉄道
- 静岡鉄道静岡清水線 - 入江岡駅。

### バス
- 町内にバス停はない。最寄駅はしずてつジャストラインの「浜田町」停留所か「入江岡駅前」停留所。

### 道路
- 静岡県道407号静岡草薙清水線
- 静岡県道75号清水富士宮線
- 柳宮通り

## 施設
- 静岡市立清水浜田小学校
- 入江岡駅
- 浜田生涯学習交流館
- 静岡市シルバー人材センター 本部事務局・東事務所